# Mesophalera
Mesophalera is een geslacht van vlinders van de familie tandvlinders (Notodontidae).

## Soorten
- M. obliterata Kiriakoff, 1977
- M. philippinica Schintlmeister, 1993
- M. sigmata Butler, 1877
- M. sigmatoides Kiriakoff, 1963